# علاءالدین (ترکیه)
الاتین، دنیزلی (به لاتین: Alaattin, Denizli) یک منطقهٔ مسکونی در ترکیه است که در استان دنیزلی واقع شده‌است.

## خصوصیات
الاتین ۲٬۳۶۵ نفر جمعیت دارد و ۹۰۰ متر بالاتر از سطح دریا واقع شده‌است.